# Bel Aire (Kansas)
Bel Aire é uma cidade localizada no estado americano de Kansas, no Condado de Sedgwick.

## Demografia
Segundo o censo americano de 2000, a sua população era de 5836 habitantes. 
Em 2006, foi estimada uma população de 6653, um aumento de 817 (14.0%).

## Geografia
De acordo com o United States Census Bureau tem uma área de 
5,6 km², dos quais 5,6 km² cobertos por terra e 0,0 km² cobertos por água.

## Localidades na vizinhança
O diagrama seguinte representa as localidades num raio de 12 km ao redor de Bel Aire. 